# 川勝泰介
川勝 泰介（かわかつ たいすけ、1951年 - ）は、日本の教育学者。専門は、児童文化学・教育学・児童文学。学位は、博士（教育学）（関西学院大学・論文博士・2001年）。ユマニテク短期大学教授。

## 略歴
京都市生まれ。1975年関西学院大学文学部教育学科卒業。1980年同大学院文学研究科博士課程満期退学。2001年に「児童文化学研究序説」で関西学院大学より博士（教育学）の学位を受けた。
1980年市邨学園短期大学専任講師、その後大学名変更により名古屋経済大学短期大学部教授を経て、2005年より京都女子大学教授、2017年よりユマニテク短期大学教授。日本児童文学学会事務局長を4期務めた後、代表理事を経て、2015年11月より2019年11月まで日本児童文学学会会長を務めた。日本子ども社会学会評議員。

## 著書
- 『児童文化学研究序説』千手閣、1999年、ISBN 978-4885211591
- 『児童文化学ことはじめ』ユーズ企画、2009年
- 『言葉 保育内容演習』中部日本教育文化会 2011、ISBN 978-4885218668

### 共編著
- 『叢書 児童文化の歴史Ⅱ 児童文化と学校外教育の戦中戦後』加藤理、浅岡靖央 共編、港の人、2012年、ISBN 978-4896292473
- 『ことばと表現力を育む児童文化』浅岡靖央、生駒幸子共編著、萌文書林、2013年、ISBN 978-4893471888
- 『子どもの文化を学ぶ人のために』分担執筆、世界思想社、2002年、ISBN 4-7907-0920-5

## 論文・寄稿文
- 川勝泰介「幼児教育における絵本の役割について」『日本教育学会大會研究発表要項』第34巻、日本教育学会、1975年、117頁、doi:10.11555/taikaip.34.0_117、NAID 110001174188。
- 川勝泰介「児童文化の原理的考察 : 児童文化学の課題」『教育学科研究年報』第3巻、関西学院大学、1977年3月、41-46頁、ISSN 02889153、NAID 40004064317。
- 川勝泰介「児童文化としての絵本研究序説」『人文論究』第28巻第4号、関西学院大学、1979年3月、p70-85、ISSN 02866773、NAID 110001068671。
- 藤本浩之輔, 藤本浩之輔, 舟橋斉, 川勝泰介「子どもと文化をめぐって」『教育学研究』第59巻第1号、日本教育学会、1992年、96-97頁、doi:10.11555/kyoiku1932.59.96、ISSN 0387-3161、NAID 130003563877。
- 川勝泰介「「児童文化」と「児童文化財」に関する近年の研究動向」『子ども社会研究』第7号、日本子ども社会学会、2001年、101-106頁、ISSN 13467654、NAID 40005179729。
- 川勝泰介「私の「児童文化」研究ことはじめ (特集 子ども論・文化論を読み直す)」『子どもの文化』第34巻第7号、文民教育協会子どもの文化研究所、2002年6月、3-12頁、NAID 40004088451。